# Urvich Wall
Die Urvich Wall (englisch; bulgarisch Урвичка стена Urwitschka stena) ist ein schmaler, halbmondförmiger, unvereister, in nord-südlicher Ausrichtung 6,7 km langer, 400 m breiter und bis zu 121 m hoher Gebirgskamm auf der Livingston-Insel im Archipel der Südlichen Shetlandinseln. Er stellt die Grenze zwischen der Byers-Halbinsel im Westen und dem Rotch Dome im Osten dar.
Spanische Wissenschaftler kartierten ihn 1992, bulgarische 2009. Die bulgarische Kommission für Antarktische Geographische Namen benannte ihn 2006 nach der mittelalterlichen Festung Urwitsch im Umland der bulgarischen Hauptstadt Sofia.